# Carlo Cavagnoli
Carlo Cavagnoli (født 21. januar 1907, død 1991) var en italiensk bokser som deltog i de olympiske lege 1928 i Amsterdam.
Cavagnoli vandt en bronzemedalje i boksning under OL 1928 i Amsterdam. Han kom på en tredjeplads i vægtklassen fluevægt efter Antal Kocsis fra Ungarn og Armand Apell fra Frankrig. Der var 19 boksere fra 19 lande som stillede op i vægtklassen som blev afviklet fra den 7. til 11. august 1928.